# Broken River, Victoria
Broken River är ett vattendrag i Australien. Det ligger i delstaten Victoria, omkring 160 kilometer norr om delstatshuvudstaden Melbourne.
Trakten runt Broken River består till största delen av jordbruksmark. Runt Broken River är det ganska tätbefolkat, med 116 invånare per kvadratkilometer. Genomsnittlig årsnederbörd är 612 millimeter. Den regnigaste månaden är februari, med i genomsnitt 97 mm nederbörd, och den torraste är oktober, med 26 mm nederbörd.